# Abdurrahim Hatef
Abdurrahim Hatef (ur. 7 lipca 1925 w Kandaharze w Afganistanie zm. 19 sierpnia 2013 w Alphen aan den Rijn) – afgański polityk. Od 18 do 28 kwietnia 1992 roku sprawował urząd tymczasowego prezydenta Demokratycznej Republiki Afganistanu.